# Ghána kultúrája

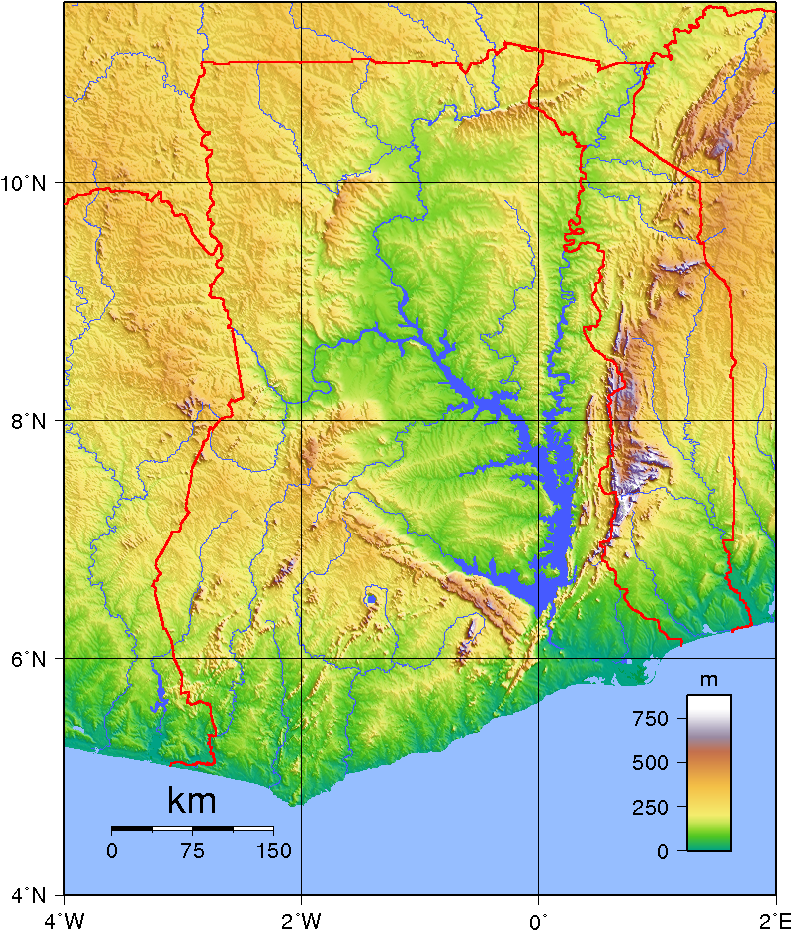
Ghána természetföldrajzi térképe

Ghána kultúrája nagyon sokrétű és sokszínű az országban élő sokféle etnikai csoportnak köszönhetően. Ghánában körülbelül 23 millió ember él, akik több mint 100 különböző népcsoporthoz (törzshöz) tartoznak és több mint 100 különböző nyelvet vagy nyelvjárást beszélnek. A hivatalos nyelv az angol. Minden népcsoportnak önálló, gazdag, hagyományos kultúrája van.

## Társadalmi kapcsolatok
A ghánai társadalomba nagyon fontos érték a család, az idősek tiszteletben tartása, a hagyományos törzsi vezetők, törzsfőnökök tisztelete, az emberi méltóság és a helyes társadalmi magatartás fontossága. Mivel az egyéni magatartás hatással van az egész családra, társadalmi csoportra és közösségre, mindenkitől elvárják, hogy tisztelettudó, méltóságteljes és figyelmes legyen az élet minden területén. Hagyományos névadó szertartások, serdülők felnőtté avatása, házasság és halál mind fontos családi szertartások. Bár a lakosság közel 70%-a keresztény és 16%-a muzulmán, a hagyományos törzsi vallási hiedelmek átszövik a mindennapi életet. Évszakokhoz kötődő fesztiválok látványos módon erősítik a kiterjed nagy családhoz (klánhoz) és a népcsoporthoz (törzshöz) való tartozás érzését.
A szokásokat a kiterjedt nagy családon keresztül adják tovább. A hagyományos vezetőknek (törzsfőnököknek) történelmi fennhatóságuk/hatalmuk van a törzsi és családi ügyekben és a földhasználatban. Ghánában a föld nem az állam tulajdonában van, hanem a törzsfőnökökében, akik nem eladják azt, hanem csak hosszú távra haszonbérletbe adják. A hagyományos társadalmon belüli kapcsolatokat a családhoz tartozás, az öröklött státusz és az ősi hitek határozzák meg. A modern társadalomban a kapcsolatokat az elért státusz, az iskolázottság, a szakmai szervezetekhez való tartozás és a törzsi hovatartozás határozzák meg. A hagyományos és a modern társadalom egymás mellett él Ghánában. Ennek eredményeként még azok is, akik modern városi környezetben élnek kötődnek a hagyományos társadalomhoz a rokonsági rendszeren keresztül és felelősséggel tartoznak minden ezzel járó kötelezettségükért.
Ghána egyetlen vidéke sem homogén etnikailag. A városi központok általában etnikailag kevertek, mivel sokan vándorolnak el eredeti lakhelyükről a városokba munkát keresni. A vidéki területek jobban tükrözik a hagyományos népességeloszlást. Ez alól a kakaótermelő területek kivételek csak, mert oda sok idénymunkás vándorolt. Kiemelkedő jelentőségű, hogy a déli területeken az Atlanti-óceánhoz közelebb élők a középkortól kezdve a pénzgazdálkodás, a nyugati oktatás és a kereszténység befolyása alá kerültek, míg az ország északi, elzártabb területein élők az iszlám befolyása alá.
Hogy az emberek a városi központokban mennyire hagyomány őrzőek vagy modernek, az nagymértékben attól függ, hogy az egyén milyen rég lakik városi környezetben, mennyire iskolázott, mennyire "elnyugatiasodott", és hogy mi a vallása. A szakemberek (közgazdasági, politikai és adminisztrációs szakemberek, tanárok, orvosok, gyógyszerészek, ügyvédek és jogászok stb.) alkotják az elitet. Azonban ez az elit nem azonos a felső osztállyal. Az elitet alkotó egyéneknek különböző a társadalmi és az etnikai háttere, hatalmuk és társadalmi státuszuk különböző kulturális értékeken nyugszik. Többségük továbbra is részt vesz a hagyományos társadalom életében és kapcsolatot tart fenn a saját felmenő népes rokonságával és legfőképp, nem tekinti magát elit csoportba tartozónak.

## Ghána népei
5 fő népcsoport él Ghánában: az akan-ok, az ewe-k, a mole-dagbane-k, a guan-ok és a ga-adangbe-k. Mindegyik népcsoport számtalan olyan alcsoportból áll, akiket a közös kulturális örökség, történelem, nyelv és eredet köt össze. Ezek a közös jellemzők járultak hozzá az állam kialakulásához még a kolonializmus előtt. Versengés a termőföldért és a kereskedelmi utak ellenőrzéséért vagy a védelmi szövetségek létrehozása szintén erősítette a csoportok közötti szolidaritást és az állam kialakulását. Az unió létrehozása, ami az Asante konföderációvá alakult a 17. században jó példa erre Ghána történetében.
Az etnikai rivalizálás a kolonializmus előtti időkben, a kolonializmus különböző hatása az ország különböző területein és a társadalmi és gazdasági erőforrások egyenetlen eloszlása a függetlenné válás előtt mind hozzájárul a mai etnikai feszültségekhez.
A kulturális különbségek ellenére nyelvészek 2 fő csoportba osztják a Ghánában beszélt nyelveket. Ez a két fő nyelvcsoport a kwa és a gur, mindkettő a Niger-Kongó nyelvcsaládba tartozik, amely az egyik nagy nyelvcsalád Afrikában. A kwa nyelvcsaládhoz tartozó népek, akik többnyire a Volta folyótól délre élnek, teszik ki a lakosság mintegy 75%-át. Ide tartoznak az akánok, a ga-adangbék és az ewék. Az akánok közé tartoznak az asante-k, fante-k, akwapim-ek, akyem-ek, akwamu-k, ahanta-k bono-k, nzema-k, kwahu-k és a safwi-k. A ga-adangbe törzsek közé tartoznak a ga-k, adangbe-k, ada-k, krobo-k és a kloli-k. Még az egységes nyelvcsoportot alkotó ewe is tovább bontható, a nkonya, tafi, logba, sontrokofi, lolobi és likpe nyelvekre. A Volta folyótól északra élnek a 3 csoportba osztható gur nyelvcsaládba tartozó nyelvet beszélő népek. Ezek a gruma-k, a grusi-k és a mole-dagbane-k. A kwa nyelvekhez hasonlóan a gur csoport is további nyelvekre osztható.

### Az akánok
Gyakorlatilag akán népek foglalják el Ghána Fekete Voltától délre és nyugatra eső egész területét. Az akán társadalmat 7 vagy 8 klán alkotja. A társadalmi szerveződés elsődleges alapja a matrilineális nagycsalád (nemzetség), ami az egyén személyiségtudatát, társadalmi helyzetét, az öröklés szabályait, de még a falvakban az alapvető kapcsolatokat is meghatározza. A nemzetség tulajdona a termőföld, amit a családtagok művelnek meg, közösen tisztelik a hagyományos vallásuk szerint az őseiket, felügyelik a házasságokat és elrendezik a vitás kérdéseket tagjaik között. A nemzetségek ágakra tagozódnak, amelyek élén egy tekintélyes idős férfi vagy egy törzsfőnök áll.
A matrilineális berendezkedés ellenére a hagyományos vezetői szerep a férfiaké. Hogy hogyan öröklik a férfiak a tisztségeket az attól függ, hogy mi a rokoni kapcsolatuk az anyákkal és lánytestvérekkel. Ezért a férfiak értékes tulajdonait nem a saját gyerekei, hanem a fivére vagy nővérének fia örökli. A férfiaktól elvárják, hogy anyagilag támogassa egy nőági rokon gyerekeit még a saját gyerekei kárára is.
Az akánok teszik ki ma Ghána lakosságának körülbelül 49%-át. Közülük a legnépesebb csoport az ashanti, akik Ghána lakosságának körülbelül egy harmadát adják. Az ashantik királyai (asantehene), akik valamikor híresek voltak pompájukról és gazdagságukról megtartották kitüntetett méltóságos helyzetüket a gyarmatosítás után is.
Az ashantik a kézművesség számtalan ágában nevezetesek szakértelmükről. Különösen a szövésben, fafaragásban, fazekasságban, rézművességben jártasak. A hagyományos kente élénk színű, összetett geometriai mintájú keskeny (10–12 cm széles) csíkokból szőtt hagyományos viselet. A szabadban szövik kizárólag férfiak. A kézművesség a férfiak szakterülete. A fazekasság az egyetlen elsődlegesen női foglalatosság. Híres a fafaragók tipikus termékenységet fokozó faragott baba figurája (fertility doll) is.
Az akán törzsek a twi nyelv különböző nyelvjárásait beszélik. A twi nyelv közmondásokban gazdag, használatukat a bölcsesség jelének tekintik. A szépítő kifejezések használata (eufemizmus) is gyakori, különösen a halállal összefüggő eseményekkel kapcsolatosan.
Az ashanti falu az elsődleges társadalmi és gazdasági egység. Az egész falu részt vesz minden fő eseményben, ünneplésben.

### Az ewék

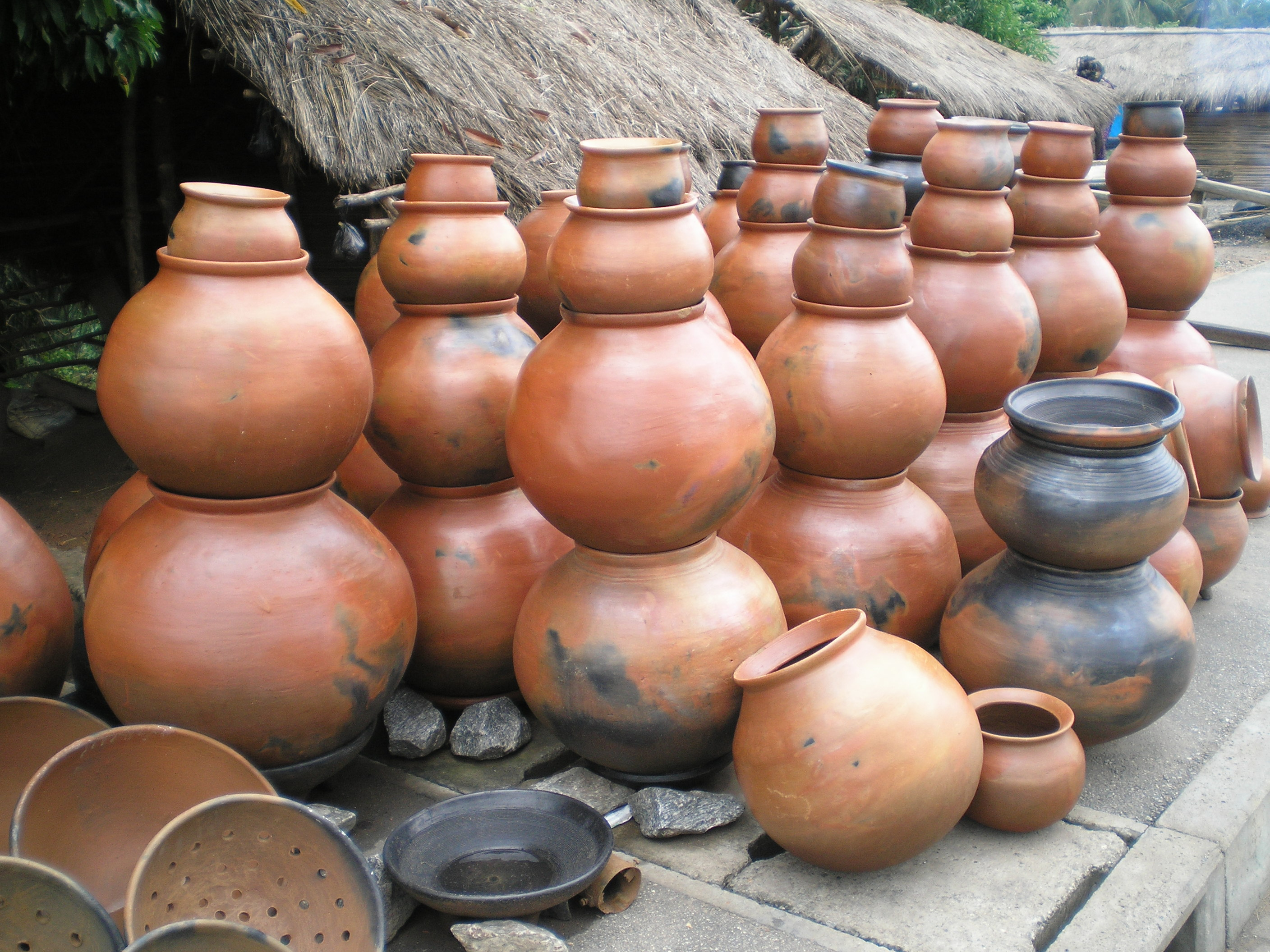
Fazekas edények vízhordásra, terménytárolásra

Az ewék Ghána délkeleti részén, továbbá a szomszédos Togóban és Beninben élnek. Számarányuk az össznépesség 13%-a. Az ewék patriarchális társadalmat alkotnak.
Egy közösség megalapítója lett a törzsfőnök, akit általában az apai rokonai követtek. A legnagyobb politikailag független egység a törzsfőnökség volt, aminek a feje lényegében csak egy ceremoniális figura volt, és akit az öregek tanácsa segített. A törzsfőnökségek különböző méretűek voltak a néhány száz embert számláló egyetlen falutól a több ezer lelkes, nagyszámú faluból és a falvakat körülvevő területekből álló törzsfőnökségekig. Az ashantiktól eltérően azonban az ewék sosem igázták le a szomszédaikat.
Az ewék hagyományos vallása a teremtő isten, Mawu és több mint 600 egyéb isten köré szerveződik. Számtalan falusi ünnepséget rendeznek egyik vagy másik isten tiszteletére.
A tengerparton élő ewék hagyományosan halászattal foglalkoznak, míg az ország belsejében élők földet művelnek és állatokat tartanak.
Az ewék szintén szőnek kentét, ami a geometriai elemeken kívül gyakran jelenít meg szimbolikus elemeket, amiket az idők során hagyományoztak az utódokra.

### A mole-dagbanék
A mole-dagbani emberek teszik ki a lakosság kb. 15%-át. Két közeli rokonságban álló nyelvet beszélnek: a mole nyelvet a moszik, a dagbani nyelvet a dagombák. A moszik többsége Burkina Fassóban él, míg a dagombák észak Ghánában. Évszázadokon át a mole-dagbane emberek lakta terület nagy népmozgásoknak volt tanuja hódítás, terjeszkedés és az észak-déli valamint kelet-nyugati kereskedelem miatt. Különböző törzsek integrálódtak a dagbani területen, mint például a hauszák és a fulbék. Sok szót vettek át az arab és a hausza nyelvböl. Az iszlám vallás jelentős ezen a területen.

### A guanok
A guanok valószínűleg a mai Burkina Faso mossik lakta területéről vándoroltak be időszámítás szerint 1000 körül. Fokozatosan vonultak a Volta folyó völgyében és telepeket hoztak létre a Fekete Volta, az Afram fennsík és az Akwapim hegység mentén, mielőtt a tengerparti sikságon megtelepedtek.

### A ga-adangbék
A ga-adangbe emberek nevüket a közös ősi ga-adangbe nyelvről kapták. Accrában, a Keleti Régióban, Togóban és Beninben élnek. Az adangbék a keleti síkságot, míg a gák az accrai tengerpart nyugati részét népesítik be. Mindkét nyelv egy közös tőről származik és a mai napig nagyon hasonló egymáshoz. Az ipar, kereskedelem és állami intézmények jelenléte a fővárosban, továbbá a jelentős városi migráció nem akadályozza a ga embereket abban, hogy megtartsák hagyományos kultúrájuk jelentős részét.

## A nők helyzete
A nőket a társadalom sokáig csak mint anyákat, halkereskedőket és földművelőket tekintette. A hagyományos társadalomban a nők gyermekszülési képességét a családi ősök újjászületésének biztosítékaként tekintették. A meddőséget ezért a legnagyobb csapásnak tartották. A gyarmatosítás előtti időkben a többnejűség is gyakori volt, különösen tehetős emberek körében. A patriarchális társadalmakban a lányok férjhezadásakor a lány családjának adott hozományt (a menyasszonypénzt) az apák úgy tekintették, mint a vagyonosodás egyik formáját. A férfiak uralta hagyományos társadalomban a nők szülőképessége volt a legfontosabb eszköz ahhoz, hogy társadalmi és gazdasági biztonságot teremtsenek maguknak, különösen, ha fiú gyermeket hoztak világra. A gyermekszülést ma is a nők alapvető szerepének tekinti a társadalom, ami hasznot és tiszteletet hoz az anyának és a családjának.
Vidéken, ahol az önellátó mezőgazdasági termelés a fő gazdasági tevékenység, a nők a földet művelik. A tengerparton az asszonyok a férfiak által fogott halat árusítják frissen, vagy tartósítják füstöléssel. A bevételt a családjuk eltartásra fordítják. A férfiak a bevételeiket vállalkozásokba fektetik, amit gyakran a kiterjedt család tekint tulajdonának. A vagyon ilyen módon való hagyományos megosztása a nőket a férfiaknak alárendelt helyzetbe hozza.
A hagyományos társadalomban a szokásjog szerinti házasságot a leendő menyasszony és vőlegény apja és más idősebb férfi rokonai gyakran előre megbeszélték vagy elrendezték.
A matrilineális népeknél, mint az akánok, a férjes asszony továbbra is az anyai házban élt. A feleség az elkészített ételt vitte a férjének, aki a saját anyja házában élt. A feleségre mindig kívülállóként tekintett a férj családja. Semmit vagyont nem örökölhetett a férje után, leszámítva amit a férje, mint jelképes ajándékot adott neki hosszú évek hűségéért. A gyerekek ebből a házasságból az anyjuk családjától örökölhetnek.

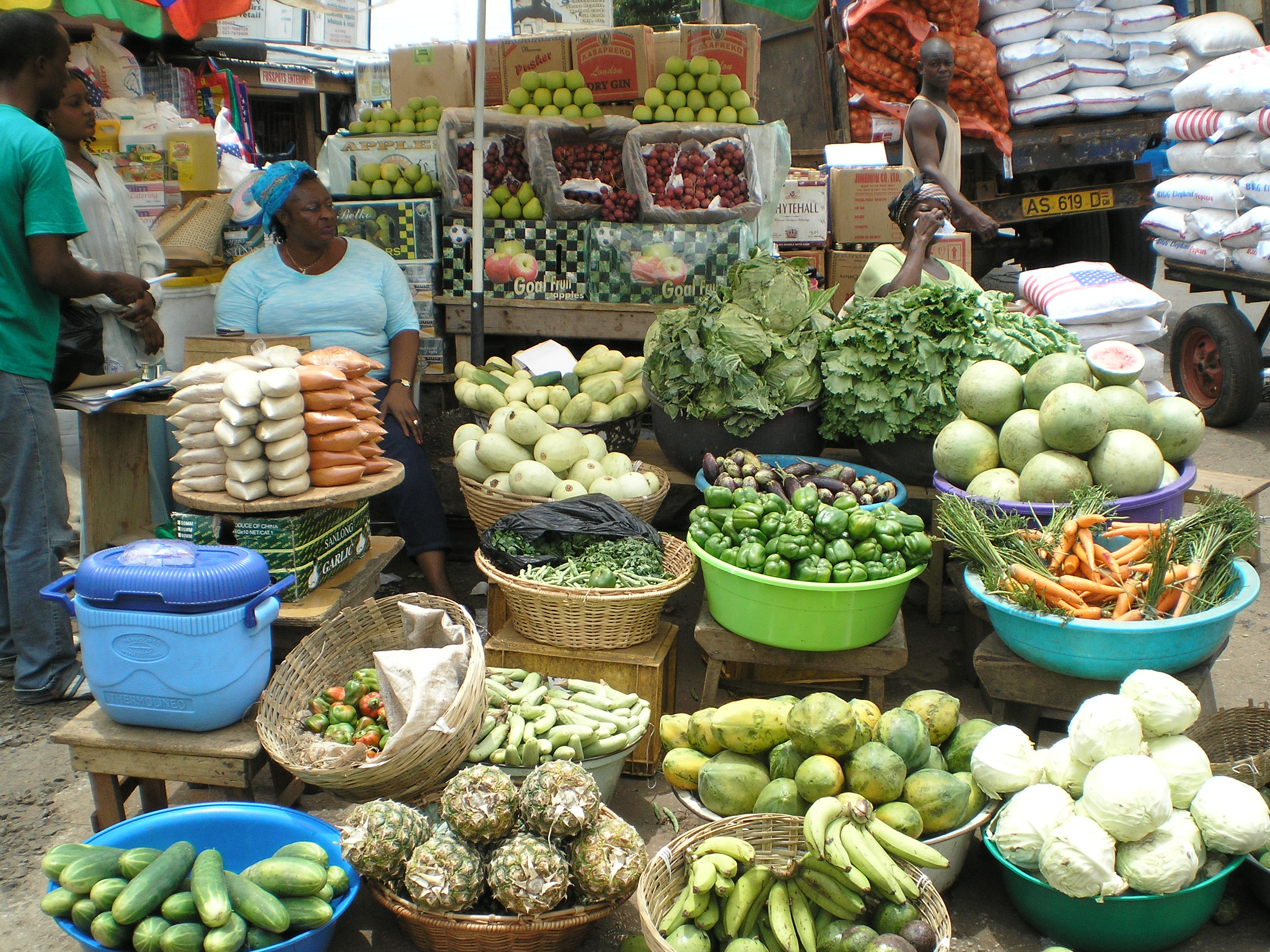
Városi zöldség és gyümölcs árus nő, Kumasi

 Az ewék és a dagombák viszont örökölnek az apjuktól. Ezekben a patriarchális társadalmakban, ahol az egy házban élők között van a férfi, a felesége és a gyermekeik, és talán számos eltartott rokon is, a feleség közelebb kerül a férjéhez és annak apai ági családjához. A fiú gyermekek biztosítékot jelentenek az anya számára, hogy részesedik majd a házasság során felhalmozott javakból.
A nők számára az átmenet a modern világba lassú. A nők magas termékenységi mutatója is azt jelzi, hogy a nők elsődleges szerepe továbbra is a gyermekszülés. A törvények ellenére a lányokat kevésbé íratják be az iskolákba, mert szükség van a segítségükre a ház körüli munkákban és a földeken. Az iskoláztatás ellen szól az a meggyőződés is, hogy a nőt majd eltartja a férje. Bizonyos körökben attól is félnek, hogy a lányok férjhezmenési esélyeit csökkenti, ha iskolázottak. Ahol a lányok járnak is iskolába, a többség nem folytatja a tanulást középiskolában. Sokan az általános iskolát sem fejezik be.
A városokban élő iskolázatlan vagy alig iskolázott nők számára a leggyakoribb megélhetési mód a kereskedés, különösképpen a városi piacokon folytatott kereskedés.
Mindezek ellenére a nők szakmai jelentősége emelkedett Ghánában. Sok nő dolgozik az oktatásban tanárként, a kórházakban nővérként, orvosként, gyógyszerészként, ügyvédként és irodákban titkárnőként. Ha ugyanolyan munkát végeznek mint egy férfi, akkor a fizetésük is ugyanannyi. 6 hét fizetett szülési szabadság is jár a nőknek. A nők társadalmi és a gazdasági jóléte fontos, ma a nők alkotják a munkaerő kicsit több, mint a felét.

## Fesztiválok
A ghánai kultúra lényeges része a fesztiválok megünneplése. A fesztiválok lényegesen változnak formájukban, hogy mikor tartják őket és hogy mi a jelentőségük. Számtalan szertartás kapcsolódik az ország különböző részein az egész év során a gyermekszületéshez, pubertáshoz, házassághoz és halálhoz. Általában egy-egy közösséget, klánt vagy törzset érintő kiemelkedően fontos történelmi eseményről is ilyen módon emlékeznek meg. Sokszor fesztivál jelzi a betakarítás kezdetét vagy végét is vagy a tradicionális szent helyek megtisztítását. A fesztiválokon keresztül szimbolikusan tartják a kapcsolatot az élők és a holtak között. Megemlékeznek az emberek az őseikről, akikhez védelemért folyamodnak. A fesztiválokat az ősök szellemének tiszteletére ajánlják, mivel úgy tartják, ők vezérlik az embereket.
A legtöbb ünneplésen egész falvak vesznek részt az adott népcsoport törzsfőnökei és az öregek tanácsa mellett. Sok fesztiválon a törzsfőnökök díszes gyaloghintóban vonulnak fel árnyékot adó hagyományos napernyők alatt. A menetet dobosok és gyakran harcosok követik.
Néhány népszerű fesztivál, amin turisták is részt vehetnek:
Dipo (Pubertás ritus): A fesztiválon avatják a fiatal lányokat nővé. A lányok gyöngyökön kívül szinte semmit nem viselnek. Az egyik leglátványosabb fesztivál. A krobo törzs szervezi minden évben februárban Accrától mintegy 80 km-re keletre.
Aboakyer (Antilop-vadászat): 2 asafo vadász csoport indul el vadászexpedícióra, hogy élve fogjanak el egy antilopot. Amelyik csoportnak előbb sikerül az élő zsákmányt a törzsfőnöknek átadni, azokat kiáltják ki győztesnek. A törzsfőnök és az ünneplő emberek a piactéren gyűlnek össze a győztesek fogadására. Winneba-ban, kb. 30 km-re Accrától május első szombatján rendezik.
Bakatue (Halászat): Törzsfőnökök díszes felvonulása Elmina városának fő utcáin egy titkos szentélyhez, ahol a főnökök italáldozatot mutatnak be és szent ételt ajánlanak az ősök szellemének. Ezután yampürét és tojást dobnak a lagúnába, majd kivetik a halászhálót. Ezután kapnak engedély a halászok a halászati tilalom után az új halász-szezon megkezdésére. A fesztivál tetőpontja a halászcsónakok versenye. Elmina, 160 km-re Accrától nyugatra az óceán partján július első keddjén rendezi a fesztivált.
Homowo (Arató fesztivál): A homowo ga szó, jelentése pedig "kifütyülni/kigúnyolni az éhezést ". A homowo fesztivál visszaemlékezés arra hogyan vándorolt a ga törzs az Accrai síkságra, ahol ma is élnek. A szájhagyomány szerint egyszer nagy éhínség pusztított a hosszú szárazság miatt a vándorlás során. Miután letelepedtek, a mezőgazdasági termelés bőséges élelemmel látta el őket. Az emberek boldogan ünnepelték meg az élelem betakarítását ezzel a fesztivállal. Az ünneplést 30 nap dobolási tilalom után a fetis pap nyitja meg. A dobolási tilalom alatt senkinek sem szabad dobolni vagy bármi más módon zajt csapni (például a keresztény templomokban hangosan zenélni mise közben), hogy ne zavarják meg a helyi istenek nyugalmát. Nem szabad temetést sem tartani. A többnapos fesztivál során kerül sor a helyi törzsfőnökök színes felvonulására Accra fő útjain, egy hagyományos étel elkészítésére, amiből minden ház udvarán szétszórnak egy kicsit az ősök és istenek tiszteletére és mindenki annyit ehet belőle, amennyit kíván. Minden vendég szívesen látott ilyenkor bármelyik háznál. Accrában rendezik augusztus-szeptemberben.
Panafest (Pánafrikai fesztivál): 2 évente kerül megrendezésre júliusban a pánafrikai eszme hirdetésére, Afrika múltjának feldolgozására és fejlődésének elősegítésére az afrikai művészetek segítségével. Nagyon sok turista keresi fel az eseménysorozatot, különösem fekete amerikaiak, akiket a gyökereik nyugat-Afrikához kötnek.

## Kézművesség

### Kente szövés

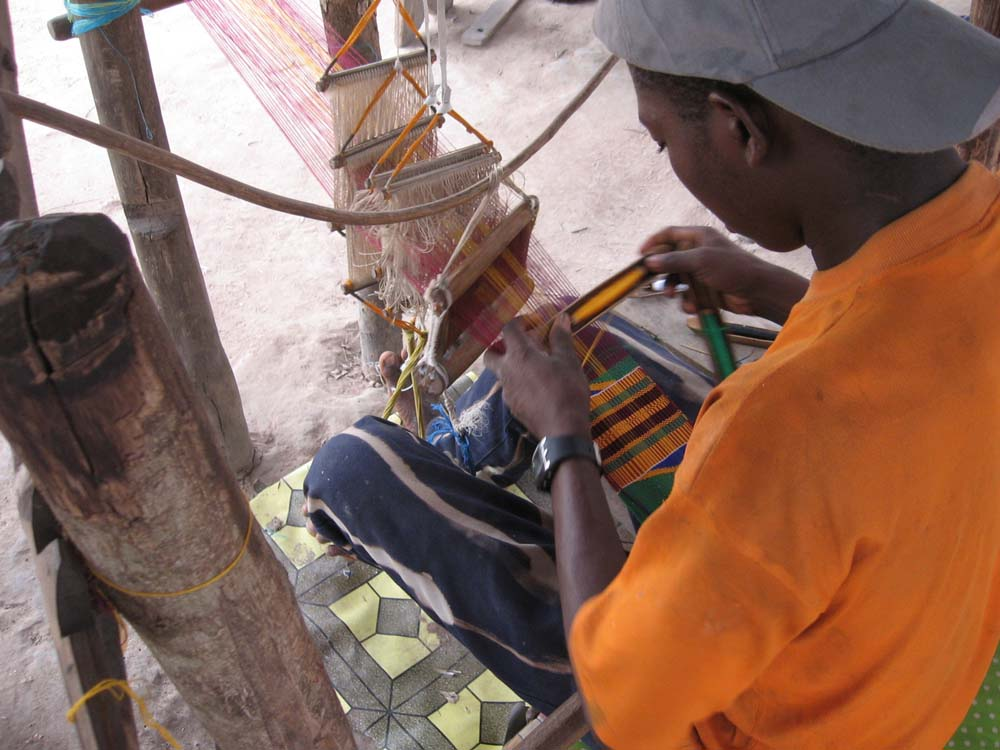
Ashanti kente szövő férfi

A kente szövés már a 11-ik században is létezett nyugat-Afrikában. A mai formája a 17. században alakult ki. A kentét mindig férfiak szövik megközelítőleg 10 cm széles csíkokban kezdetleges kézi szövőszékeken pamut, selyem vagy rayon fonalból. A keskeny csíkokat kézzel vagy géppel varrják össze a kívánt méretre. Általában férfiaknak 24 darab 3,6 m hosszú, nőknek 5-12 darab 1,8 m hosszú csíkokat. A szövött anyagot tógaszerűen, egyik vállat szabadon hagyva tekerik magukra a férfiak.

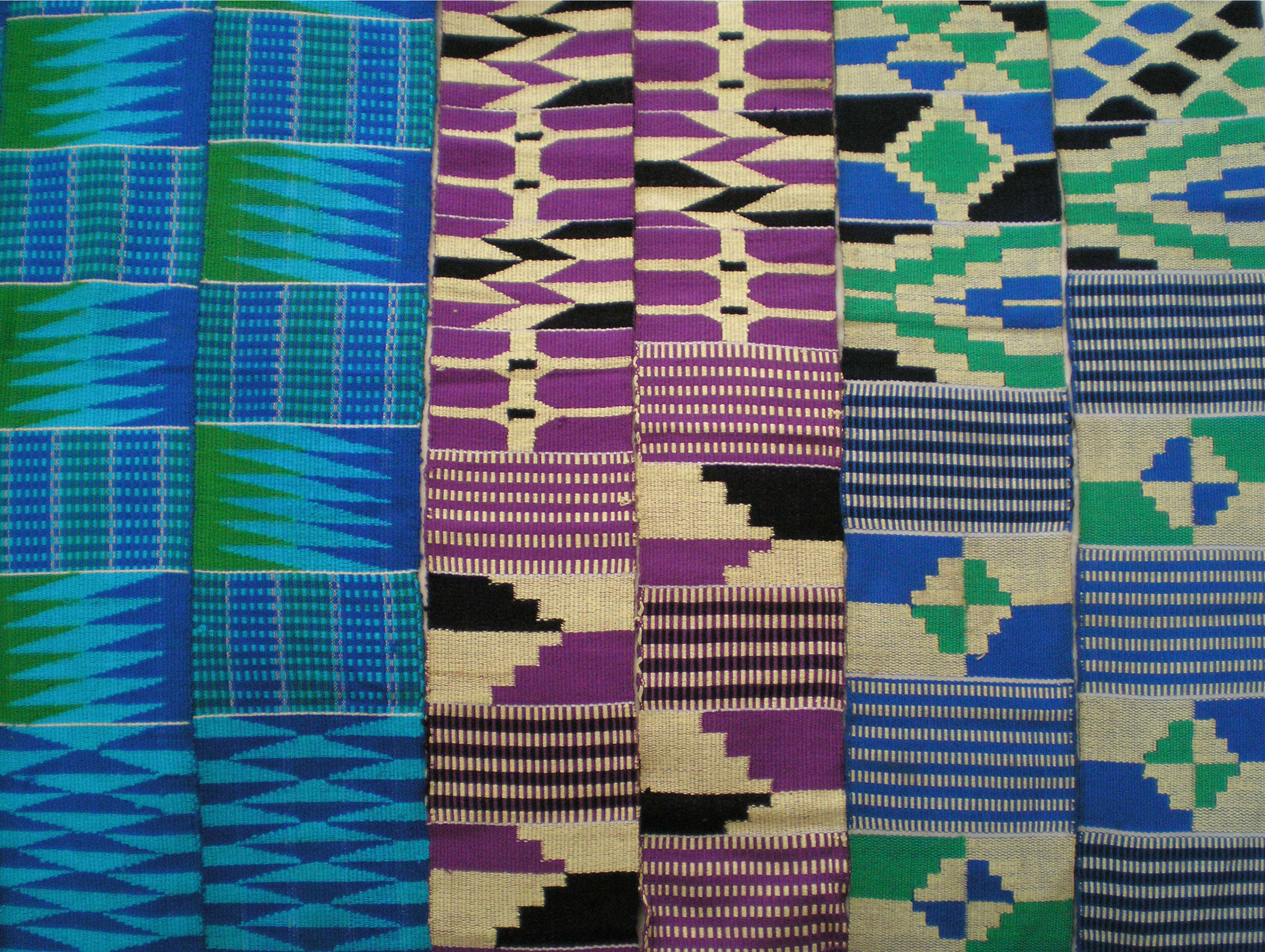
Ewe kente csíkok

A kente azonban több, mint egy ruhadarab: a történelem, filozófia, etika, vallási hiedelem, szájhagyomány, társadalmi értékek és politikai gondolatok vizuális megtestesítője. Eredetileg csak törzsfőnökök használták nagyon fontos alkalmakkor. Ahogy a szövéshez használt fonal mind elérhetőbbé vált, a kente is mind szélesebb rétegek számára hozzáférhető. Azonban a presztízse megmaradt, továbbra is a gazdagság, társadalmi státusz és kultúra megtestesítője.
Több, mint 300 különböző minta létezik csak az ashanti kenték között. Minden minta különböző színvariációkban és mintaelrendezésben létezik. Minden mintának saját neve és jelentése van. A név és a jelentés valamilyen történelmi eseményre vagy egyéni teljesítményre utal, vagy közmondást, filozófiai koncepciót, morális értéket, társadalmi normát, emberi viselkedést jelképez.

### Adinkra szimbólumok

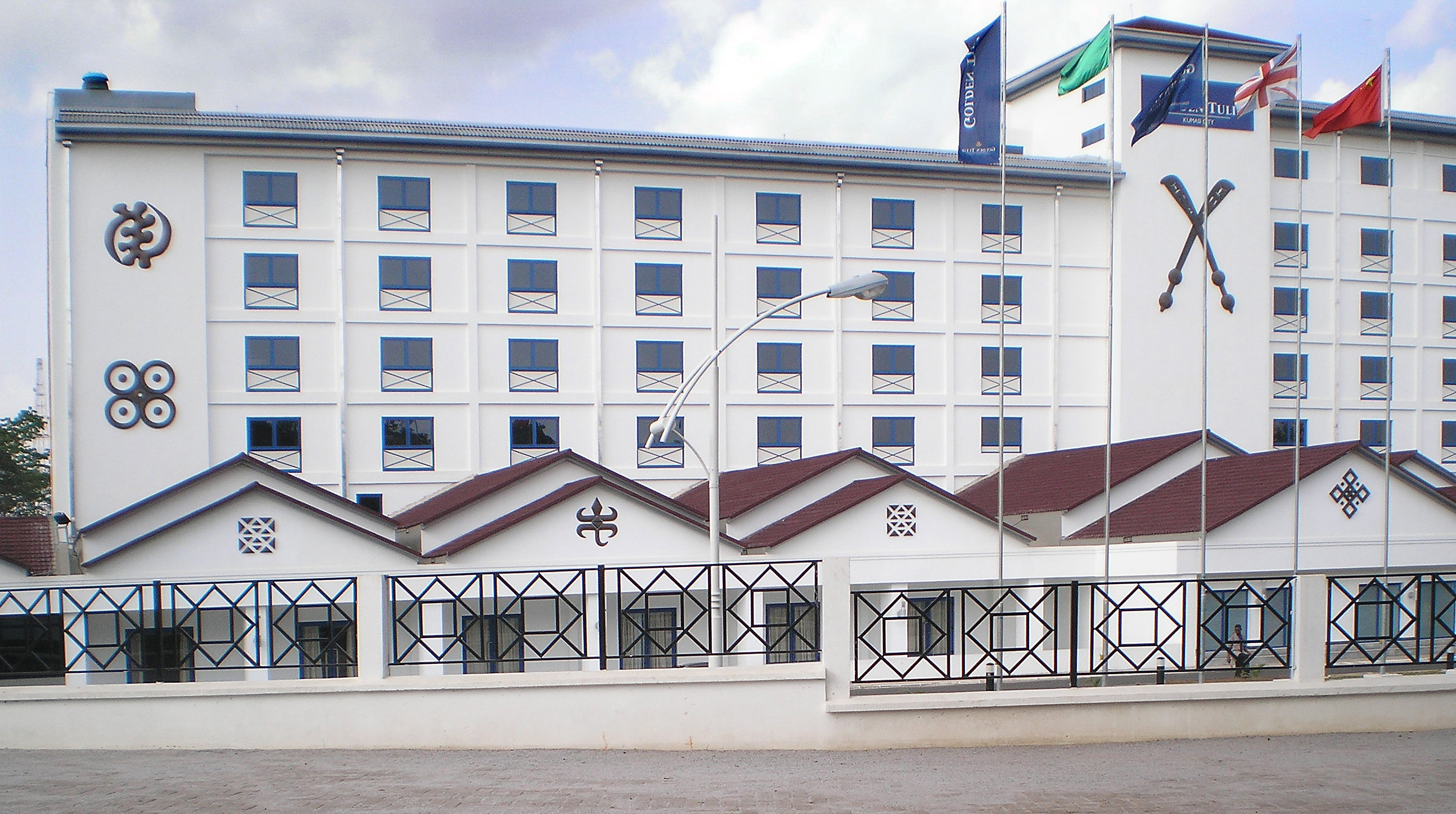
A Golden Tulip Hotel Kumasiban Adinkra jelekkel díszítve

Az Adinkra szimbólumokat a legendás Adinkra királyról nevezték el, aki Gyaman királya volt a 19. század elején a mai Elefántcsontpart területén. Adinkra lemásolta az ashantik Arany Trónját, amiért egy csatában az ashantik elfogták, Kumasiba hurcolták és végül megölték, területeit pedig az ashanti királyság bekebelezte. Adinkra nyomott mintás szövött anyagokat viselt. A mintákat az ashantik lemásolták és szövetekre nyomtatták, amiket magas rangú emberek viseltek. Manapság már nem csak az ashantik, hanem minden etnikai csoport szívesen viseli különböző társasági összejöveteleken, mint esküvők, névadók, fesztiválok vagy vasárnapi templomi öltözetként.
Minden Adinkra jelnek külön neve és jelentése van. Életbölcseletet, közmondást, történelmi eseményt, emberi viselkedést szimbolizálnak vagy növényi és állati motívumokat jelenítenek meg. Már nem csak textilen használják az Adinkra jeleket, hanem egyéb tárgyakat is díszítenek velük. Asztalosok, szobrászok, építészek, aranyművesek is szívesen alkalmazzák termékeiken.

### Fémmegmunkálás

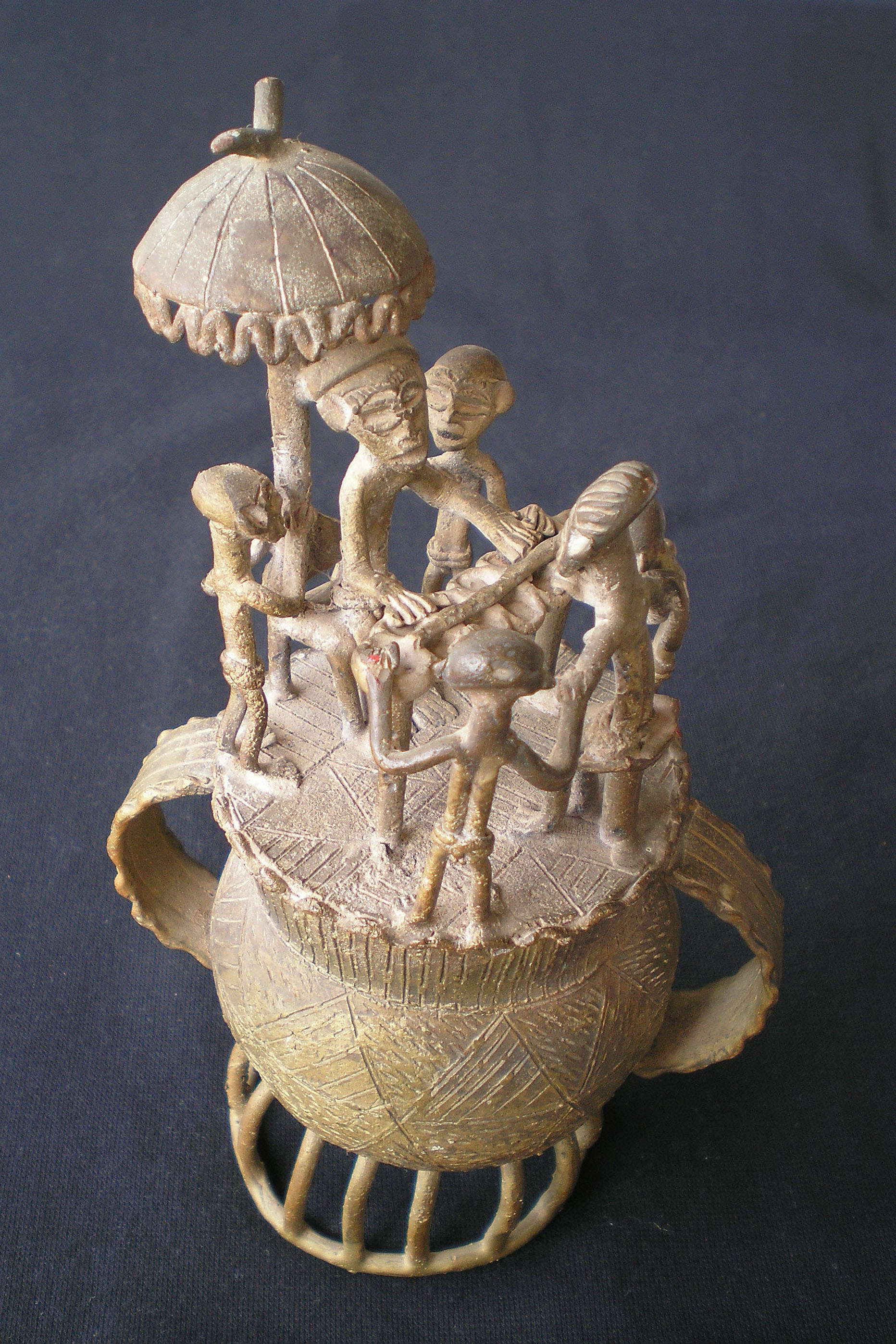
Viaszmintás eljárással készített bronz urna Krofrom faluból Kumasi mellől. A fedelet falusi életkép díszíti, ahol az ernyő alatt ülő törzsfőnök owarit (egy afrikai stratégiai játék) játszik. Magasság: 17 cm

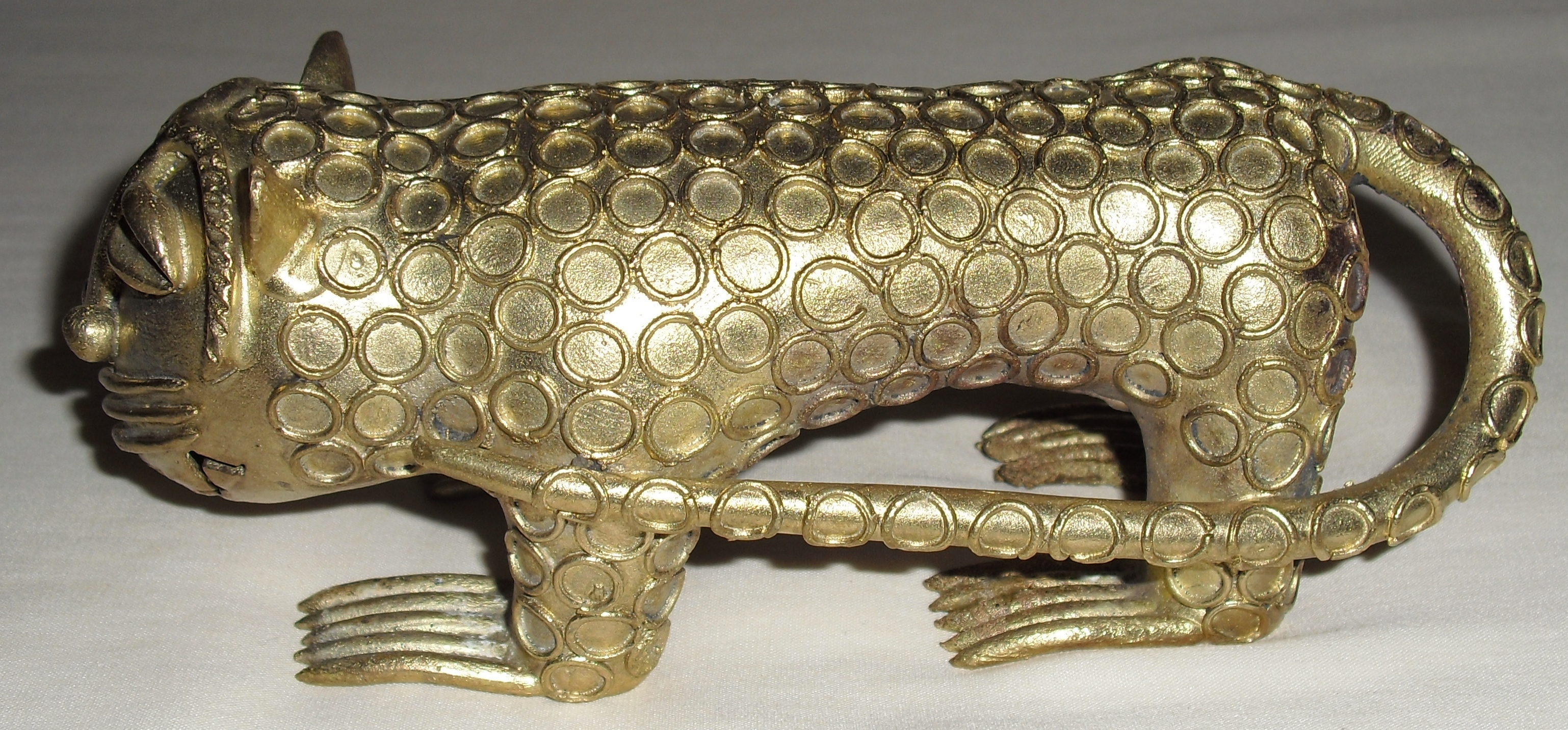
Bronz leopárd

Az ashantik már évszázadokkal az európaiak megjelenése előtt is képzett vas- és bronzművesek voltak. Az ősi viaszmintás öntést alkalmazzák mind a mai napig. A gyönyörűen megformált figurákat méhviaszból készítik, amit aztán bevonnak faszénporral, ami jól tapad a méhviaszhoz. Ezután pálmadiórostot tartalmazó agyagmasszába burkolják a formát, kemencében felmelegítik míg megolvad a viasz, amit aztán kiöntenek. A viasz helyét kiöntik hulladékból olvasztott bronzzal. Miután lehűlt, az agyagot letöredezik és a figurát fényesre csiszolják, polírozzák. Az Ashanti Királyság fénykorában ezzel a módszerrel készítettek aranytárgyakat is.
Hagyományosan arany mérésére apró bronz figurákat használtak már a 15-ik században is. A figurák vagy állatokat, földművelésben használt eszközöket, edényeket, katonai felszerelést, törzsfőnöki jelvényeket vagy embereket (dobosokat, pálmabor csapolókat, törzsfőnököket) ábrázoltak. Ezenkívül díszes fedeles urnákat is készítettek aranypor vagy aranyrögök tárolására.
A hagyományos aranymérő figurák átkerültek a jelenkori mindennapi életbe is mint például kulcstartók, akasztók, fiókfogantyúk, gyertyatartók és számos egyéb hétköznapi tárgy.
Az ashanti emberek legszentebb szimbóluma az Arany Szék, ami egy kis arany trón, ebben lakozik a hiedelmek szerint az ashanti nép lelke. Az ashanti nép kulturális központjában, Ghána második legnagyobb városában Kumasiban, az ashanti király palotájában őrzik. Bár korrupciós vádak és a gyarmatosítókkal való együttműködés miatt a törzsfőnöki rendszer lényegesen meggyengült Ghánában, továbbra is nagyon élettel teli intézmény.

### Gyöngyök

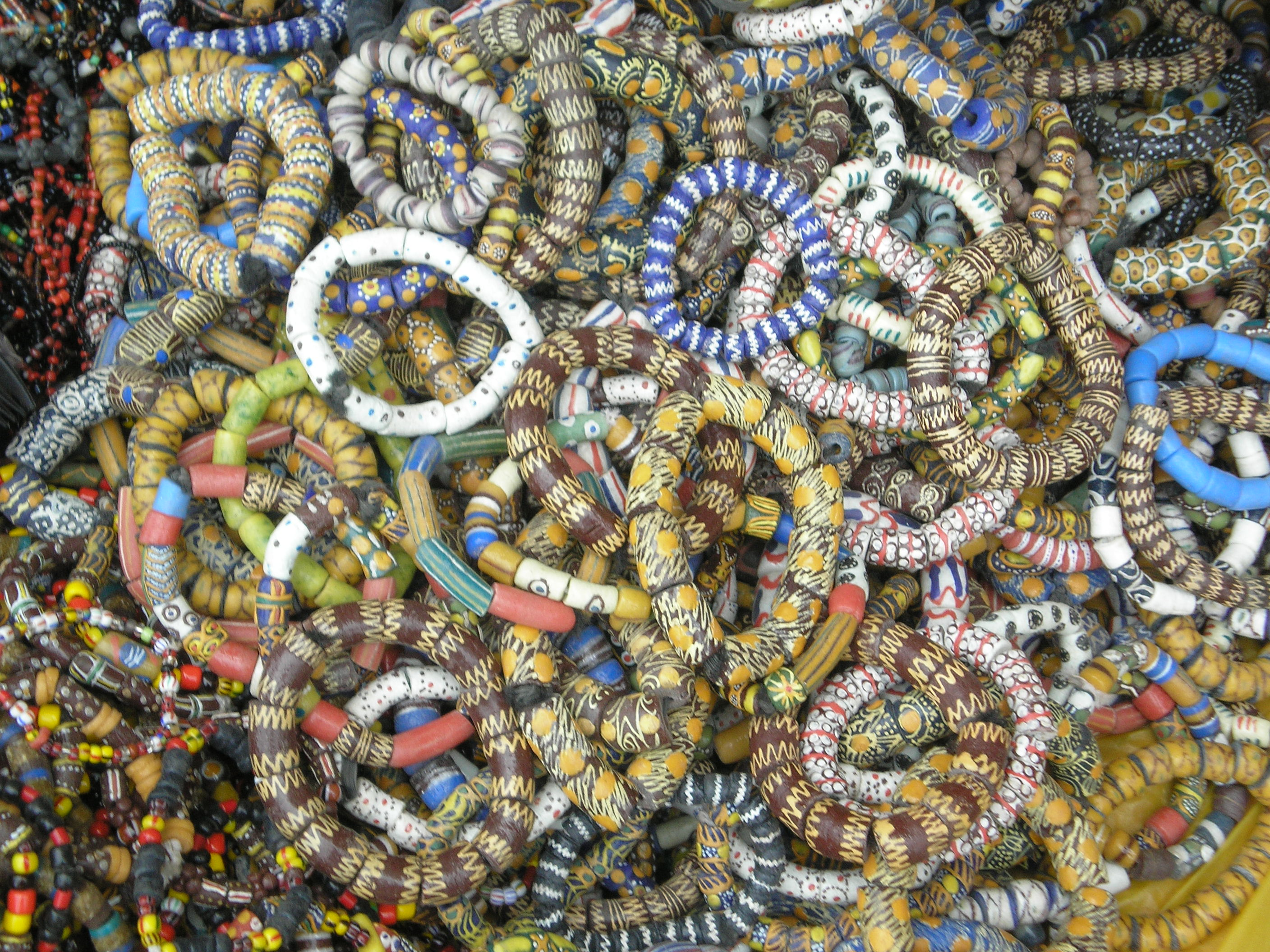
Hagyományos üveggyöngy karkötők

Az afrikai emberek évszázadokon keresztül használtak gyöngyöket rituális és díszítő céllal. Az ashantik az üveggyöngyöket a súlyukkal azonos arannyal tekintették egyenértékűnek. Némely gyöngynek természetfeletti védő erőt tulajdonítottak. A legkelendőbb áru, amit az európaiak a XVI. században hoztak a gyöngy volt. Aranyat, rabszolgákat és fűszereket cseréltek értük. Egyedül Ghánába 30-40 tonna üveggyöngyöt importáltak évente 1827 és 1841 között. A gyöngykereskedelem nagyon fontos iparrá vált, gyöngykészítők dolgoztak Velencében, Csehországban, Németországban, Hollandiában és Franciaországban.
A hagyományos üveggyöngykészítés virágzik Nyugat-Afrikában. A krobo törzs tagjai elismert gyöngykészítők Ghánában. Ők porrá tört használt üvegből készítik a gyöngyöket. A gyöngykészítés mesterségét generációk során adták tovább.
Gyöngyöket különböző anyagokból készítenek: üvegből, bauxitból, csontból, szaruból, kagylóhéjból, csigaházból, magokból, műanyagból, kókuszdió héjából és bronzból.
A gyöngyviselés a mai napig szerves része a mindennapoknak. Gyermekek állandóan viselnek gyöngyöt a csípőjükön, ezzel is segítve követni fejlődésüket, a törzsfőnökök állandóan gyöngyöt viselnek, bauxitgyöngyöt temetések alkalmával veszik fel és a házas nők is állandóan gyöngyöt viselnek a csípőjükön a ruha alatt.